# SDEK
SDEK (russisch Служба доставки Экспресс-курьер, deutsch ‚Versanddienst Expresskurier‘, englisch Express Courier Delivery Service) ist ein russisches Unternehmen für Expressversand von Dokumenten und Lasten. Es wurde 2000 in Nowosibirsk als Versandhilfe für den Online-Shop Korzina.ru im Föderationskreis Sibirien gegründet. Bald wurde der Online-Shop geschlossen und das Logistik-Projekt entwickelte sich zu einem Russland- und später weltweit tätigen Unternehmen. Die Zentrale der Gesellschaft liegt in Nowosibirsk.

## Geschichte
Die Gesellschaft wurde am 25. Februar 2000 als Kurierdienst für Zustellung der Internetbestellungen des Online-Shops Korzina.ru in Sibirien und im Fernen Osten gegründet. Der Name stammt von den ersten Buchstaben der russischen Wörter „Служба доставки Экспресс-Курьер“ (Versanddienst Expresskurier). Nach einiger Zeit verloren die Investoren das Interesse an dem Online-Shop und widmeten sich der Entwicklung von Logistikleistungen.
Zuerst war die Gesellschaft am Expressversand innerhalb Russlands interessiert. Deshalb wurden Logistikschemen entwickelt, die die Lieferung von Packstücken im Föderationskreis Sibirien innerhalb eines Tages ermöglichten. Sobald der Versand im östlichen Teil des Landes einwandfrei lief, wurde 2001 beschlossen, das Versandgebiet zu erweitern. Das erste Regionalbüro wurde in Moskau eröffnet, was erlaubte, die Anzahl der Versandwege wesentlich zu erhöhen. 2002 wurden Filialen in Sankt Petersburg und in Barnaul eröffnet.
2003 wurde die Homepage der Gesellschaft im Internet freigeschaltet und das Büro in Tomsk eröffnet. 2004 kamen nicht nur Büros in Wladiwostok, Omsk und Krasnojarsk dazu, sondern es begann auch die internationale Tätigkeit in Ein- und Ausfuhr von Dokumenten und Lasten. Angesichts der Verbreitung von ausländischen Online-Shops in Russland erfolgte die teilweise Fusion mit der Russischen Post, um den schnellen Versand von kleinen Paketen und Sendungen aus dem Ausland zu sichern. 2005 wurden Büros in Nischni Nowgorod, Samara, Jekaterinburg, Chabarowsk eröffnet. Die Gesellschaft bediente damals nach eigenen Angaben über tausend Städte Russlands und zählte ca. zweihundert Mitarbeiter. Die Palette der Dienstleistungen wurde erweitert. 2006 wurden Büros in Krasnodar, Wolgograd, Perm, Woronesch, Ufa, Irkutsk, Tjumen und Tscheljabinsk eröffnet, 2007 kamen Rostow am Don und Kasan dazu, die Palette der Dienstleistungen wurde wieder erweitert. 2008 wurde das Verzeichnis der angebotenen Dienstleistungen und Tarife noch einmal erweitert. 2009 wurden Büros der Gesellschaft in Kemerowo, Tula, Kaluga und Brjansk eröffnet. Die Gesellschaft begann sich nach dem Franchise-Modell zu entwickeln. 2010 fingen 16 Franchisenehmer ihre Tätigkeit in Russland an. Die Gesellschaft begann, nach Wachstumspunkten auf dem E-Commerce-Markt zu suchen.
2011 wurde ein Leistungs- und Tarifpaket für die Firmen entwickelt, die auf dem E-Commerce-Markt tätig sind. Neue Büros wurden in 23 Städten Russlands eröffnet. 2012 erschloss die Gesellschaft den kasachischen Markt, indem eine eigene Vertretung in Alma-Ata eröffnet wurde. Neue Büros wurden in 31 Städten Russlands eröffnet. 2013 wurden Büros in 47 Städten Russlands gegründet. 2014 war ein besonderes Jahr für die Gesellschaft: die ersten Vertretungen wurden im chinesischen Beijing und im belarussischen Minsk eröffnet. 80 Filialen in Russland und Kasachstan kamen dazu. 2015 wurden noch zehn Vertretungen in China, zwei neue Büros in Belarus und sechs in Kasachstan eröffnet, die erste Vertretung in Kirgisien wurde eröffnet. Am Ende des Jahres zählte die Gesellschaft fünf Länder und 323 Büros. Das Franchiseprojekt der Gesellschaft gehörte zu den fünf erfolgreichsten Franchisen laut russischem Forbes. Zum Ende des Jahres 2016 befinden sich Büros der Gesellschaft in sechs Ländern der Welt, über 500 Büros in Russland. Im Januar 2016 kam eine Vertretung in Jerewan, Armenien dazu.
Nach Ergebnissen des Jahres 2019 zählt die Gesellschaft 1.700 Büros in fünfzehn Ländern: Russland, China, Kasachstan, Belarus, Kirgisien, Usbekistan, Tschechien, Lettland, Armenien, USA, Deutschland, Südkorea, der Türkei und VAE. Die Gesellschaft gehörte im Jahr 2018 laut Forbes zu den Top-10 der hocheffizienten Franchisen.
Im Zuge des russischen Überfalls auf die Ukraine schickten plündernde Soldaten des russischen 56. Luftsturm-Regiments Anfang April 2022 mit SDEK von einer belarussischen Stadt an der ukrainischen Grenze aus bis zu zwei Tonnen Diebesgut nach Hause.

## Eigentümer und Geschäftsführer
Miteigentümer der Gesellschaft sind Wyatscheslaw Piksajew und Leonid Goldort. Goldort ist auch Generaldirektor. Vorsitzender des Direktorenrates ist Jewgeni Zazura.